# Acanthosyris
Acanthosyris, biljni rod drveća iz porodice Cervantesiaceae raširen po Južnoj Americi. Sastoji se od šest vrsta

## Vrste
1. Acanthosyris annonagustata C.Ulloa & P.M.Jørg.
2. Acanthosyris asipapote M.Nee
3. Acanthosyris falcata Griseb.
4. Acanthosyris glabrata (Stapf) Stauffer ex Govaerts
5. Acanthosyris paulo-alvinii G.M.Barroso
6. Acanthosyris spinescens (Mart. & Eichler) Griseb.